# Лаоски език
Лаоският език (ພາສາລາວ) е таи-кадайски език, говорен като официален от около 3 200 000 души в Лаос. Лао е тонален език и е близък до езика, който се говори в Исан в Североизточен Тайланд. Лаоската писменост е абугида и е близка до тайската.

## Диалекти
Лао може да се раздели на 5 основни диалекта:
- виентянски лао, който се разбира в цялата страна
- Ссеверен лао (луан прабан)
- североизточен лао (цин хуан)
- централен лао (хамуан)
- южен лао (чампасак)

## Тонове
Виентянският лао има 6 тона: нисък, среден, висок, възходящ, висок низходящ и нисък низходящ. Височината на тоновете са различни в зависимост от етноса и географския район. Говорещите луан прабан използват пет тона: среден низходящ възходящ, нисък възходящ, среден, висок низходящ и среден възходящ.

## Писменост
Лаоският език използва уникална писменост, водеща началото си от 13 век и базирана на по-старата кхмерска писменост. По вид се класифицира като абугида и е сродна на тайската писменост.